# ۳۹۵ (میلادی)
۳۹۵ (میلادی) سیصد و نود و پنجمین سال تقویم میلادی است.

## زادگان
- آویتوس، امپراتور روم غربی

## درگذشتگان
- ۱۷ ژانویه - تئودوسیوس یکم، امپراتور روم

‎